# グリーンネット
グリーンネットは、岩手銀行・仙台銀行相互間のATM・CD利用手数料無料提携サービス。2020年10月31日をもって提携終了した。

## 概要

### 背景
岩手県南部と宮城県北部は、共に旧伊達藩であったことから県境を越えての交流が多い。その為、相手側県内における出金機能の補完の為にこの提携ネットワークが実現の運びとなった。

### 名称の由来
両行のコーポレートカラーである「緑」に由来する。

### 対象金融機関
- 岩手銀行
- 仙台銀行

### 利用時間と手数料
- 平日 8:45 - 18:00の出金：無料
- 平日 8:00 - 8:45・18:00 - 21:00の出金、土曜・日曜・祝日 8:00 - 21:00の出金：108円

なお、キャッシュカード振込の場合は、他に各行所定の振込手数料が別途かかる。
（カード振込については両行のキャッシュカードを両行のATMで相互に利用出来るが、岩手銀行のATMの一部については「いわぎんのATMにおけるカード振込の取り扱いは同行とACS加盟64行のキャッシュカードのみ利用可（仙銀を含む他業態キャッシュカードでは振込利用不可）」の旨の掲示が、未だに存在する所がある。）
岩手銀行のICキャッシュカードの内、普通預金・貯蓄預金両対応のICカードは他行での貯蓄預金取引の利用が出来ない為、仙銀では貯蓄預金側は当然利用出来ない。
仙台銀行のICキャッシュカード（2016年現在は、自行発行クレジットカード一体型のみ）は生体認証を採用していない為、岩手銀行の生体認証登録必須のキャッシュカード（金色のもの）は、仙台銀行では利用出来ない。

### 対象ATM
- 上記対象金融機関が単独で設置しているATM
- 共同ATMの内、上記対象金融機関の何れかが幹事となるATM

## 沿革
- 2006年（平成18年）11月1日 - サービス開始。
- 2020年（令和2年）10月31日 - 提携終了。

- 岩手銀行ニュースリリース

https://www.iwatebank.co.jp/announce/news/2020/09/20200901_sendaibank.pdf
- 仙台銀行ニュースリリース

https://www.sendaibank.co.jp/cms/view.php?no=20200901135319